# Teodoro Aparicio Barberán
Teodoro Aparicio Barberán (Enguera, Valencia, 1 mei 1967) is een hedendaags Spaans componist, muziekpedagoog en dirigent.

## Levensloop
Aparicio Barberán kreeg zijn eerste muziekles in de plaatselijke banda (harmonie-orkest) en speelde daar ook saxofoon. Hij studeerde aan het Conservatorio Profesional de Música "Luis Milán" el ciudad de Xàtiva, aan het Conservatorio Profesional de Música "Maestro Vert" de Carcaixent en aan het Conservatorio Superior de Música "Joaquin Rodrigo" in Valencia saxofoon, contrabas, piano, harmonie, contrapunt, fuga, compositie en orkestdirectie. Zijn leraren waren onder andere Manuel Vidal, Francisco Moral, Miguel Llopis en Gregorio Castellano en later Antonio Daniel, Manuel Miján, Pedro Iturralde en Jean Marie Londeix.
Hij was gedurende drie jaren in Gerona assistent van Bruno Membrey (orkestdirectie) en van Carl Schahter (compositie en orkestratie) alsook van Bernardo Adam Ferrero.
Hij was dirigent van de Banda de Música de Enguera, de Banda de Música del Fuente la Higuera, de Banda Sinfónica de Villanueva de Castellón en de Banda Sinfónica de la Agrupación musical "La amistad" de Quart de Poblet. Hij is lid van de World Association for Symphonic Bands and Ensembles (WASBE).
Sinds 1994 is hij professor in muziek voor de middelbare scholen van het Spaanse ministerie voor Onderwijs en Kunst. Tegenwoordig is hij dirigent van de Banda de Música de la Union Musical de Alaquás en van de Kamerata Orquestale. In 2004 behaalde hij het diploma van het seminar voor orkestdirectie aan de Escuela de Artes Musicales de la Universidad de San José de Costa Rica.
Hij schreef een aantal werken voor orkest, harmonieorkest en kamermuziek. Enige van de werken werden op verschillende wedstrijden (certamen) verplicht gesteld en zijn onder andere ook op het Wereld Muziek Concours te Kerkrade uitgevoerd.

## Composities

### Werken voor orkest
- 1997 Suite Clásica, suite
  1. Andante
  2. Lento Expresivo
  3. Minueto
  4. Allegro
- 1998 Dreams, fantasma voor sopraansaxofoon en strijkorkest
- Dos Invenciones, suite

### Werken voor banda (harmonieorkest)
- 1992 Himno a Marçillac
- 1992 Para Siempre, marcha procesiónal
- 1993 !Alçeuse!, paso-doble
- 1994 El Sorior y la orden de Uclés - Suite Descriptiva
  1. La aurora
  2. Festivas
  3. Romance
  4. Final
- 1995 El Bosque Quemado, Impresiones Sinfónicas (verplicht werk in de Sección Primera op het Certamen Provincial de Bandas in 1996)
- 1996 Platillero Julián, paso-doble
- 1997 El Amuleto Mágico - Suite programática
  1. La profecía
  2. Ahras, la princesa
  3. Danza
  4. El regreso
- 1998 Interludio Sinfónico, Fantasía sobre escalas de Olivier Messiaen
- 1999 Saxadhu, Balada voor altsaxofoon en banda (harmonieorkest)
- 1999 Memorias de la Cabaña, Suite Programática (verplicht werk in de Sección Primera op het Certamen Internacional de Bandas de Música Ciudad de Valencia in 1999)
  1. El adarve
  2. El foso de los laureles
  3. Bahía de la Habana
- 2000 Música para una Exaltación, Fanfarria
- 2000 Preludio en Mi b, Preludio original para piano del Compositor Angel Taverner
- 2001 Lluna Mediterránea, Obertura juvenil
- 2001 Asgard - Sinfonía no. 1
  1. The Door of Val-Hall
  2. The guard of the clouds
  3. Crazy man
- 2001 RadiObertura, ouverture
- 2002 Música para vientos y percusión (Muziek voor blazers en slagwerk) (verplicht werk in de Sección especial op het Certámen Internacional de Bandas de Música Ciudad de Valencia in 2003)
- 2002 Lola Hilario, paso-doble
- 2003 Destellos en la penumbra, fantasie voor flugenhoorn (bugel) en banda (harmonieorkest)
- 2003 Recordando a Degrain, Impresiones sinfónicas
- 2004 A Bandolero Story, symfonisch gedicht
- 2004 Portraits of Spain, fantasie gebaseerd op typische Spaanse muziek voor harmonieorkest
- 2004 The Mime, voor twee hoorns en harmonieorkest
- 2005 Festa das fogaceiras, fantasie
- 2007 Los Estados de la Mente / States of Mind - Sinfonía no. 2, voor harmonieorkest
  1. Logos (la palabra)
  2. Pathos (la emoción)
  3. Ethos (la credibilidad)
- Estructuras piramidales II, fantasie voor brassband
- Protinus...música, voor brassband en slagwerk
- Psalmus modalis, voor trombone solo en harmonieorkest

### Werken voor koor
- 2000 Beatus Ille !! (dichoso el solitario...), voor gemengd koor - tekst: Horacio
- 2000 Desde el corazón, habanera voor gemengd koor

### Overige vocale muziek
- 1996 Mundo Infinitesimal symfonisch gedicht voor sopraan en orkest
- 1998 Almas atrapadas, canción voor sopraan en piano
- 1999 Tres canciones elegiacas, canción voor sopraan, contra-alt, tenor en bas

### Kamermuziek
- Dreams, fantasie voor saxofoonkwartet
- Estructuras piramidales, fantasie voor hobo, fluit, klarinet, fagot, hoorn en slagwerk
- Estructuras piramidales III, voor koperkwintet
- Inércies, sonata voor altsaxofoon en piano
- Meditaciones de plenilunio, voor saxofoonkwartet
- Simetrías I, voor blazerskwartet
- Tensions for Jazz, voor tuba en piano
- Tres Invenciones, voor alt- en baritonsaxofoon

### Werken voor piano
- Canción de Cuna
- Sonata para piano nº 1

### Werken voor slagwerk
- 1999 Xicotet divertiment, divertimento voor 8 slagwerkers

- Biblioteca Nacional de España: XX1095054
- Gemeinsame Normdatei: 1089789009
- International Standard Name Identifier: 0000 0000 7823 1766
- Library of Congress Control Number: no2006004694
- MusicBrainz: 1ee53b04-85b6-4cd0-bd09-259220a6f359
- Virtual International Authority File: 48145969960732250403